# Joaquín Zamacois
Joaquín Zamacois y Soler (* 15. Dezember 1894 in Santiago de Chile; † 8. September 1976 in Barcelona) war ein spanisch-chilenischer Musiktheoretiker, Musikpädagoge und Komponist populärer katalanischer Melodien. In einigen seiner musikalischen Werke schimmern  impressionistische Züge durch.

## Leben und Werk
Joaquín Zamacois y Soler wurde 1894 als Sohn eines baskischen Vaters und einer katalanischen Mutter in Santiago de Chile geboren. Sein Vater Joaquín Zamacois y Zabala, 1869 in Bilbao geboren, hatte als Musiker das Madrider Konservatorium absolviert und entstammte einer großen, ursprünglich im französischen Baskenland beheimateten Künstlerfamilie. Die Familie ließ sich 1894 zunächst in Santiago de Chile nieder.  Der Vater unterrichtete in Chile Bandurria und Gitarre und führte seinen Sohn in die Musik ein. Die Familie ging wenige Jahre nach Joaquims Geburt nach Spanien zurück und ließ sich in Barcelona nieder. Der spanische Maler Eduardo Zamacois y Zabala ist der Onkel von Joaquim Zamacois. Joaquim Zamacois studierte am Conservatori del Liceu bei Vicent Costa i Nogueras Klavier und Francesc de Paula Sánchez i Gavagnach Komposition.
1914 wurde er zum Professor am Conservatori del Liceu ernannt. Von 1945 bis 1965 wirkte er auch als Professor für Harmonie und Komposition am Conservatori Municipal de Música de Barcelona. 1948 schuf er den Lehrstuhl für Tible und Tenora an diesem Konservatorium. Gleichzeitig war er langjähriger Leiter dieses Barceloneser Konservatoriums. Er verfasste mehrere musikdidaktische Werke wie Tratado de armonía (1945), Teoría de la música (1949), Curso de formas musicales (1960), Temas de estética y de historia de la música (1975) und Guión de historia de la música (1975), die teilweise noch heute als Lehrbücher verwendet werden.
Von seinen kompositorischen Werken müssen die Sonate für Klavier und Violine (1918), das sinfonische Gedicht Los ojos verdes (1920, Die grünen Augen), das Quartett für Streichinstrumente in d Moll (1922), das durch ein Gedicht von Ramon Masifern inspirierte sinfonische Bild La sega (1928, „Die Ernte“) sowie die Zarzuelas Margaritiña (1925) und El aguilón (1928, „Der junge Adler“) genannt werden. Er schrieb Lieder für Singstimme und Klavier auf Texte katalanischer Dichter (Josep Maria de Sagarra, Josep Carner, Clementina Arderiu, Joan Maria Guasch, Joan Maragall) wie Ve i va („Kommen und Gehen“), Balada del mariner („Die Ballade vom Seemann“), Cuca de llum („Das Glühwürmchen“) und Non-non nonetes („Schlaf, Schlaf ein“, Wiegenlied). Er ist auch Autor der Chorwerke Per Sant Joan („Für den heiligen Johannes“) und Ha nascut el Redemptor („Der Erlöser ist geboren“) sowie von Klavierstücken und Sardanas wie Margaridó und Figaronenca.